# Conspiração de Pisão

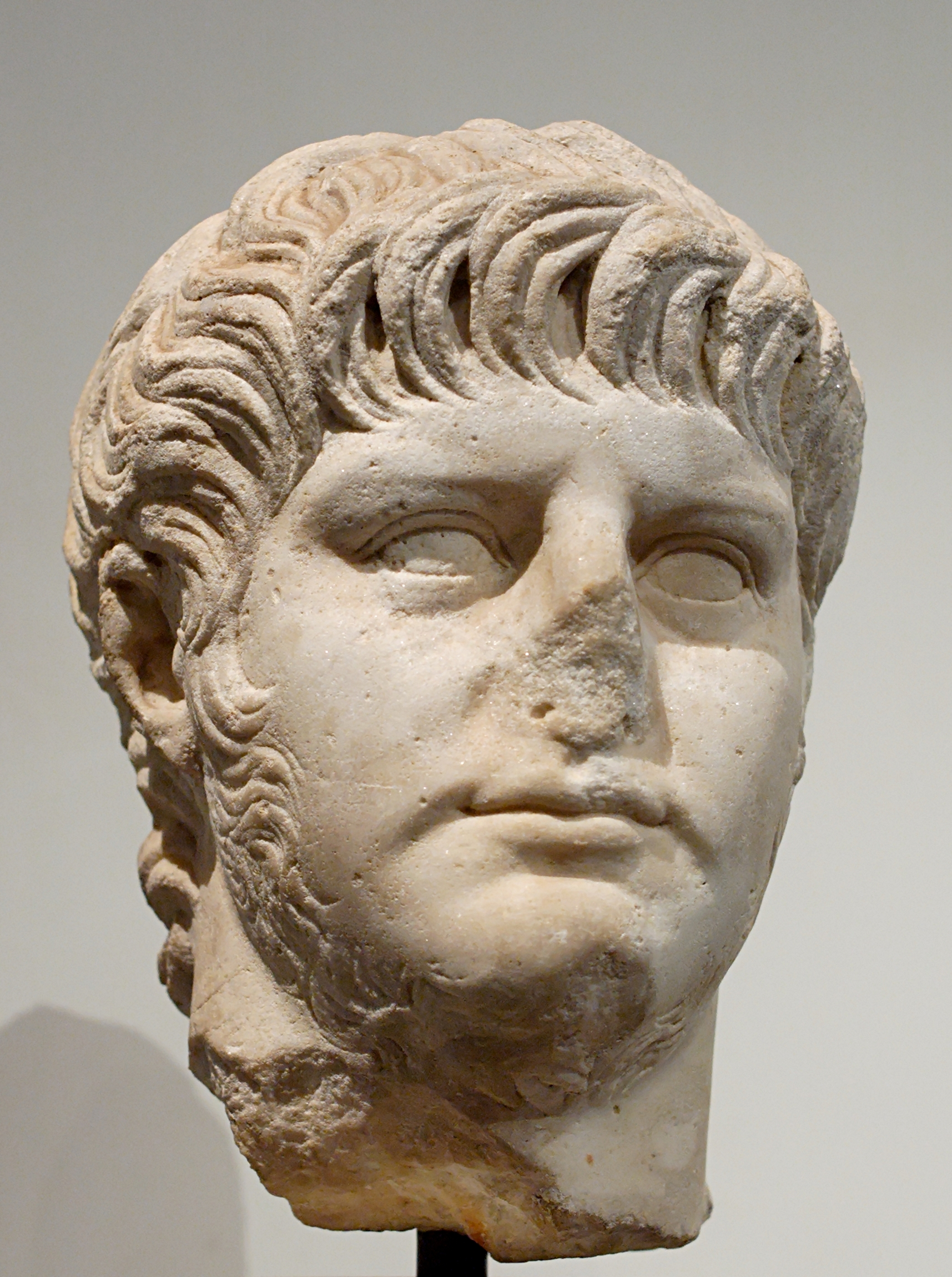
Imperador Nero, o alvo da conspiração.

A conspiração de Pisão, ocorrida em 65, foi uma conspiração que visava derrubar o imperador romano Nero (r. 54–68), idealizada pelo senador Caio Calpúrnio Pisão. Representou um divisor de águas no reinado do imperador. A trama refletia o crescente descontentamento da classe dominante do estado romano com a liderança cada vez mais despótica de Nero e, como resultado, é um evento significativo no caminho para seu eventual suicídio e o caos do Ano dos Quatro Imperadores que se seguiu.

## Trama
Caio Calpúrnio Pisão, um renomado estadista e senador romano, orador e mecenas literário, tinha a intenção de ver o imperador Nero assassinado, e ser declarado Imperador de Roma pelos guarda-costas imperiais, conhecidos como guarda pretoriana. Conseguiu o apoio de diversos senadores, membros da ordem equestre e soldados a um plano concebido sem muito preparo, no qual Fênio Rufo, prefeito da Guarda Pretoriana juntamente com Ofônio Tigelino, conduziria Pisão até o Castro Pretório, quartel-general da guarda, para ser formalmente empossado. Os conspiradores tinham diversas motivações; alguns eram imperialistas, enquanto outros eram republicanos. De acordo com o historiador romano Tácito, entre outros líderes da conspiração estavam Súbrio Flávio, tribuno da corte pretoriana, e o centurião Sulpício Ásper, que ajudou Pisão a conceber o plano.
A conspiração correu risco em seu início, quando uma mulher chamada Epícaris divulgou partes do plano para Volúsio Próculo, capitão de uma frota na Campânia. Quando Próculo reclamou a Epícaris que Nero não o favorecia, ela revelou a trama, sem lhe dar os nomes. Em vez de se juntar à conspiração, como Epícaris acreditou que ele faria, Próculo a entregou às autoridades. Torturada para revelar detalhes e nomes, ela permaneceu leal aos conspiradores e não traiu sua confiança. Tácito, a principal fonte primária sobre os eventos da conspiração, admite não ter conhecimento sobre como Epícaris teria se inteirado da consiração.
O liberto Mílico descobriu posteriormente a conspiração e a relatou ao secretário de Nero, Epafrodito, depois de sua esposa o ter convencido de fazê-lo. Depois da conspiração ter sido revelada, Nero ordenou a Pisão e aos principais líderes que cometessem suicídio. O filósofo Sêneca, o poeta Marco Aneu Lucano, o satirista Petrônio também foram implicados na trama, e sofreram retaliações semelhantes.
Interessantemente, a família de Pisão, a gente Pisônia esteve notoriamente envolvida no Ano dos Quatro Imperadores (69), na pessoa de Lúcio Calpúrnio Pisão Liciniano. Claramente a família desempenhava um papel frequente nas intrigas ocorridas na corte da Roma imperial, na segunda metade do século I.

## Membros
Pelo menos 41 pessoas foram acusadas de ter participado da conspiração. Destes, 19 eram senadores, sete eram equestres ("cavaleiros"), 11 soldados e quatro eram mulheres.

### Executados ou forçados a cometer suicídio
Além do próprio Pisão, Pláucio Laterano, Lucano, Afrânio Quintiano, Flávio Cevino, Cláudio Senécio, Vulcácio Arárico, Júlio Augurino, Munácio Grato, Márcio Festo, Fênio Rufo, Súbrio Flávio, Sulpício Ásper, Máximo Escauro, Vênero Paulo, Epícaris, Sêneca, Antônia, Marco Vestino Ático, Marco Ostório Escápula, Petrónio.

### Exilados ou degredados
Nóvio Prisco, Ânio Pílio, Glício Galo, Rúfrio Crispino, Virgínio Flávio, Musânio Rufo, Cluvidieno Quieto, Júlio Agripa, Blício Catulino, Petrônio Prisco, Júlio Altino, Cesênio Máximo, Cedícia, Pompeu, Cornélio Marcial, Flávio Nepos, Estácio Domício.

### Perdoados ou absolvidos
Antônio Natal, Cervário Próculo, Estácio Próximo, Gávio Silvano, Acília.